# Lyon e-Sport
La Lyon e-Sport est un événement annuel organisé à Lyon, comprenant des compétitions de jeux vidéo (LAN party) principalement autour du jeu League of Legends et des concours ouverts au public. 
L’évènement accueille également plusieurs influenceurs provenant de l’univers du jeu vidéo. En 2019, 16 000 spectateurs ont assisté à l'événement.

## Organisation
Tous les membres de l’association sont bénévoles. En 2019, elle regroupait 60 membres actifs.

## Palmarès
| Édition           | Date           | Lieu                               | Jeu                              | Vainqueur                   |
| ----------------- | -------------- | ---------------------------------- | -------------------------------- | --------------------------- |
| Lyon e-Sport #1   | avril 2011     | Epitech Lyon                       | League of Legends                | ?                           |
| Lyon e-Sport #2   | avril 2012     | Epitech Lyon                       | League of Legends                | Last Luck                   |
| Lyon e-Sport #3   | mai 2012       | Supinfo Lyon                       | League of Legends                | Trolling Stones             |
| Lyon e-Sport #4   | septembre 2012 | Supinfo Lyon                       | League of Legends                | Millenium                   |
| Lyon e-Sport #5   | mars 2013      | Espace 140 à Rillieux-la-Pape      | League of Legends                | TCM Gaming                  |
| Lyon e-Sport #6   | mars 2014      | Espace 140 à Rillieux-la-Pape      | League of Legends                | HD Mix                      |
| Lyon e-Sport #7   | juin 2014      | Caserne du 7e régiment du matériel | League of Legends                | Gamers2                     |
| Lyon e-Sport #7   | juin 2014      | Caserne du 7e régiment du matériel | Counter-Strike: Global Offensive | Team LDLC                   |
| Lyon e-Sport #8   | février 2015   | Espace 140 à Rillieux-la-Pape      | League of Legends                | Imaginary Gaming            |
| Lyon e-Sport #9   | février 2016   | Palais des sports de Lyon          | League of Legends                | Millenium                   |
| Lyon e-Sport #10  | mars 2017      | Palais des sports de Lyon          | League of Legends                | GamersOrigin                |
| Lyon e-Sport 2018 | février 2018   | Centre de Congrès de Lyon          | League of Legends                | Team LDLC                   |
| Lyon e-Sport 2018 | février 2018   | Centre de Congrès de Lyon          | Fortnite                         | Oserv                       |
| Lyon e-Sport 2019 | février 2019   | Centre de Congrès de Lyon          | League of Legends                | Team LDLC                   |
| Lyon e-Sport 2019 | février 2019   | Centre de Congrès de Lyon          | Rainbow Six: Siege               | Team Vitality               |
| Lyon e-Sport 2019 | février 2019   | Centre de Congrès de Lyon          | Fortnite                         | Skite & Vato (LeStream)     |
| Lyon e-Sport 2020 | février 2020   | Centre de Congrès de Lyon          | League of Legends                | LDLC OL                     |
| Lyon e-Sport 2020 | février 2020   | Centre de Congrès de Lyon          | TrackMania                       | Bren (Solary)               |
| Lyon e-Sport 2020 | février 2020   | Centre de Congrès de Lyon          | Fortnite                         | Kyzen & Clément (Supremacy) |
| Lyon e-Sport 2021 | juillet 2021   | Online                             | League of Legends                | Misfits Premier             |
| Lyon e-Sport 2021 | juillet 2021   | Online                             | Valorant                         | Team BDS                    |
| Lyon e-Sport 2021 | juillet 2021   | Online                             | Wild Rift                        | Tribe Gaming                |
| Lyon e-Sport 2021 | juillet 2021   | Online                             | Teamfight Tactics                | Zyk0o                       |
| Lyon e-Sport 2022 | novembre 2022  | Centre de Congrès de Lyon          | Valorant                         | Mandatory                   |
| Lyon e-Sport 2022 | novembre 2022  | Centre de Congrès de Lyon          | Teamfight Tactics                | Bränk (Izidream)            |